# Tell Me That You Love Me, Junie Moon
Tell Me That You Love Me, Junie Moon is een Amerikaanse filmkomedie uit 1970 onder regie van Otto Preminger.

## Verhaal
Junie Moon is verminkt in haar gezicht, Arthur lijdt aan epilepsie en Warren zit in een rolstoel. Wanneer ze uit het ziekenhuis komen, besluiten ze samen een huis te betrekken. Ze overwinnen hun zelfmedelijden en er ontstaat een hechte vriendschap.

## Rolverdeling
| Acteur          | Personage            |
| --------------- | -------------------- |
| Liza Minnelli   | Junie Moon           |
| Ken Howard      | Arthur               |
| Robert Moore    | Warren               |
| James Coco      | Mario                |
| Kay Thompson    | Juffrouw Gregory     |
| Fred Williamson | Jongen op het strand |
| Ben Piazza      | Jesse                |
| Emily Yancy     | Solana               |
| Leonard Frey    | Guiles               |
| Clarice Taylor  | Minnie               |
| James Beard     | Sidney Wyner         |